# Skate America 2017
Skate America 2017 – szóste w kolejności zawody łyżwiarstwa figurowego w cyklu Grand Prix 2017/2018. Zawody odbywały się od 24 do 26 listopada 2017 roku w Lake Placid.
Zwycięzcą wśród solistów został reprezentant gospodarzy Nathan Chen. W rywalizacji kobiet triumfowała reprezentantka Japonii Satoko Miyahara. W konkurencji par sportowych wygrali Niemcy Alona Sawczenko i Bruno Massot, zaś w konkurencji par tanecznych zwyciężyli Amerykanie Maia Shibutani i Alex Shibutani.

## Wyniki

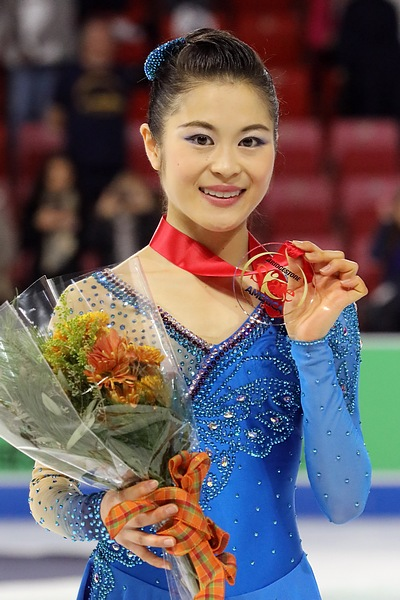
Zwyciężczyni w konkurencji solistek Satoko Miyahara (JPN) na podium.

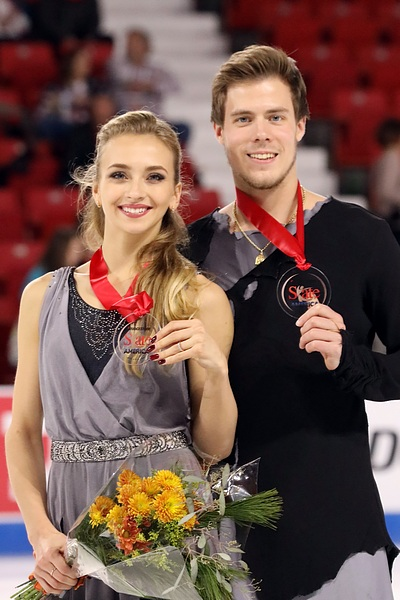
Rosyjska para taneczna Wiktorija Sinicyna / Nikita Kacałapow z brązowym medalem

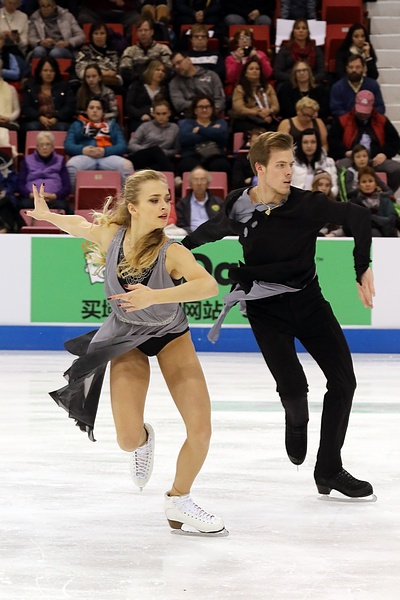
Wiktorija Sinicyna / Nikita Kacałapow (RUS) – taniec dowolny

### Soliści
| Poz. | Zawodnik          | Nota łączna | SP | SP     | FS  | FS     |
| ---- | ----------------- | ----------- | -- | ------ | --- | ------ |
| 1    | Nathan Chen       | 275,88      | 1  | 104,12 | 2   | 171,76 |
| 2    | Adam Rippon       | 266,45      | 2  | 89,04  | 1   | 177,41 |
| 3    | Siergiej Woronow  | 257,49      | 3  | 87,51  | 3   | 169,98 |
| 4    | Jin Boyang        | 246,03      | 6  | 77,97  | 4   | 168,06 |
| 5    | Yan Han           | 228,33      | 4  | 85,97  | 7   | 142,36 |
| 6    | Ross Miner        | 219,62      | 8  | 71,59  | 5   | 148,03 |
| 7    | Takahito Mura     | 212,77      | 7  | 75,05  | 8   | 137,72 |
| 8    | Liam Firus        | 210,83      | 11 | 65,17  | 6   | 145,66 |
| 9    | Kevin Reynolds    | 204,05      | 10 | 69,10  | 9   | 134,95 |
| 10   | Roman Sadovsky    | 200,10      | 9  | 70,85  | 10  | 129,25 |
| WD   | Danijjel Samochin | DNF         | 5  | 82,28  | DNF | DNF    |
| WD   | Maksim Kowtun     | DNF         | 12 | 64,98  | DNF | DNF    |

### Solistki
| Poz. | Zawodniczka           | Nota łączna | SP | SP    | FS  | FS     |
| ---- | --------------------- | ----------- | -- | ----- | --- | ------ |
| 1    | Satoko Miyahara       | 214,03      | 1  | 70,72 | 1   | 143,31 |
| 2    | Kaori Sakamoto        | 210,59      | 2  | 69,40 | 2   | 141,19 |
| 3    | Bradie Tennell        | 204,10      | 4  | 67,01 | 3   | 137,09 |
| 4    | Polina Curska         | 195,56      | 8  | 63,20 | 4   | 132,36 |
| 5    | Sierafima Sachanowicz | 189,75      | 5  | 66,28 | 5   | 123,47 |
| 6    | Gabrielle Daleman     | 189,14      | 3  | 68,08 | 8   | 121,06 |
| 7    | Alona Leonowa         | 185,93      | 7  | 63,91 | 7   | 122,02 |
| 8    | Karen Chen            | 182,80      | 9  | 59,53 | 6   | 123,27 |
| 9    | Nicole Rajičová       | 167,61      | 10 | 55,43 | 9   | 112,18 |
| 10   | Li Xiangning          | 164,32      | 11 | 55,24 | 10  | 109,08 |
| WD   | Ashley Wagner         | DNF         | 6  | 64,12 | DNF | DNF    |

### Pary sportowe
| Poz. | Zawodnicy                               | Nota łączna | SP | SP    | FS | FS     |
| ---- | --------------------------------------- | ----------- | -- | ----- | -- | ------ |
| 1    | Alona Sawczenko / Bruno Massot          | 223,13      | 3  | 72,55 | 1  | 150,58 |
| 2    | Yu Xiaoyu / Zhang Hao                   | 219,20      | 2  | 73,67 | 2  | 145,53 |
| 3    | Meagan Duhamel / Eric Radford           | 215,68      | 1  | 75,37 | 3  | 140,31 |
| 4    | Natalja Zabijako / Aleksandr Enbiert    | 197,89      | 4  | 70,15 | 5  | 127,74 |
| 5    | Alexa Scimeca Knierim / Chris Knierim   | 189,07      | 5  | 64,27 | 6  | 124,80 |
| 6    | Kirsten Moore-Towers / Michael Marinaro | 187,81      | 7  | 59,97 | 4  | 127,84 |
| 7    | Haven Denney / Brandon Frazier          | 172,16      | 6  | 63,04 | 7  | 109,12 |
| 8    | Deanna Stellato / Nathan Bartholomay    | 165,00      | 8  | 57,18 | 8  | 107,82 |

### Pary taneczne
| Poz. | Zawodnicy                             | Nota łączna | SD | SD    | FD | FD     |
| ---- | ------------------------------------- | ----------- | -- | ----- | -- | ------ |
| 1    | Maia Shibutani / Alex Shibutani       | 194,25      | 1  | 79,18 | 1  | 115,07 |
| 2    | Anna Cappellini / Luca Lanotte        | 181,63      | 2  | 72,70 | 2  | 108,93 |
| 3    | Wiktorija Sinicyna / Nikita Kacałapow | 176,53      | 3  | 68,72 | 3  | 107,81 |
| 4    | Piper Gilles / Paul Poirier           | 166,54      | 5  | 64,07 | 4  | 102,47 |
| 5    | Kaitlin Hawayek / Jean-Luc Baker      | 163,53      | 7  | 62,15 | 5  | 101,38 |
| 6    | Tiffany Zahorski / Jonathan Guerreiro | 160,28      | 4  | 64,20 | 6  | 96,08  |
| 7    | Kana Muramoto / Chris Reed            | 155,80      | 6  | 62,30 | 8  | 93,50  |
| 8    | Wang Shiyue / Liu Xinyu               | 149,36      | 9  | 55,57 | 7  | 93,79  |
| 9    | Rachel Parsons / Michael Parsons      | 145,54      | 8  | 58,36 | 9  | 87,18  |